# Phialocephala fortinii
Phialocéphala fortínii  (лат.) — вид несовершенных грибов рода Phialocephala, филогенетически относящийся к порядку аскомицетов Гелоциевые (Helotiales).
Один из наиболее распространённых и хорошо изученных представителей группы тёмноокрашенных септированных эндофитов. Образует эндомикоризу, легко культивируется на питательных средах.

## Описание
Колонии на картофельно-декстрозном агаре с погружённым в субстрат зеленовато-чёрным краем. Воздушный мицелий серый. Обратная сторона колоний чёрная, по краю с зеленоватым оттенком.
Гифы септированные, в субстрате — из коротких толстых клеток до 10 мкм толщиной, в воздушном мицелии — 3,5—4 мкм толщиной, гладкостенные или несколько шероховатые. Часто образуются извитые гифы, синнемы, склероциеподобные структуры. Конидиеносцы оливково-коричневые, с утолщёнными стенками, иногда бородавчатые, трижды — четырежды мутовчато разветвлённые. Верхушечные фиалиды 6—8 мкм длиной и 2—4 мкм шириной. Конидии образуются через длительное время при культивировании в темноте при температуре около 3—5 °C. Первая конидия, образующаяся из фиалиды, эллипсоидная, 2—3×1—1,5 мкм, последующие конидии шаровидные, 1,5—2 мкм в диаметре.

## Таксономия
Гриб был впервые описан в 1985 году по штаммам, выделенным в качестве эндофитов Pinus sylvestris и Pinus resinosa. Назван по имени канадского миколога Андре Фортена (род. 1937), занимавшегося исследованиями  тёмноокрашенных грибов-эндофитов.